# Broken Vow
Broken Vow est une chanson de Lara Fabian extraite de son premier album en anglais Lara Fabian, sorti en France le 29 novembre 1999,.

## Développement et composition
La chanson a été écrite par Lara Fabian et composée par Walter Afanasieff. L'enregistrement a été produit par Walter Afanasieff. Broken Vow possède une tonalité en ré majeur et un tempo modéré.

## Accueil
Pour le magazine américain Billboard, Broken Vow est un titre « déchirant ». Chuck Taylor, critique musical de Billboard, classe la chanson à la 4e place des meilleures chansons gospels de l'année 2001 et la qualifie de « crève cœur superlatif ».

## Reprises
Broken Vow est utilisé en 2002 comme bande originale d'un feuilleton taïwanais intitulé Meteor Garden II (en). La chanson est d'abord reprise par Josh Groban en 2003. Sur cette chanson, le chanteur américain explique : « C'est peut-être l'une des plus belles chansons d'amour perdu que j'ai entendue dans ma vie ». Groban décide de la reprendre une seconde fois en 2009 avec le trompettiste Chris Botti. Lara Fabian déclare que Groban a fait connaître la chanson. Sarah Geronimo reprend également le titre sur l'album Popstar A Dream Come True. Gerd Lindgren (sv) reprend ce titre, il est édité sur Med Känsla en 2005. La même année, le groupe G4 sort un album homonyme (en) avec Broken Vow sur la liste des titres, tout comme le pianiste Emile Pandolfi (en) qui interprète ce titre sur Believe. Le disque Rakkauden Siivin de Jyrki Anttila (fi) sorti en 2007 comprend la chanson Broken Vow. Petra Berger (en) et Jan Vayne (en) sortent l'album Crystal en 2008 sur lequel est gravé Broken Vow.
George Perris (en) reprend également le titre, il est édité sur le DVD Live de Mario Frangoulis en 2012 et ensuite en 2014 sur l'album solo de Perris nommé Picture This,. S'ensuivent d'autres artistes comme Lilla Polyák en 2009 (en hongrois sous le titre Eskünk) et Oliver Spencer-Wortley (en) la même année. Harrison Craig (en), le gagnant de la seconde saison de The Voice Australia, en 2013, David Deyl (cs) en 2014 (en tchèque sous le titre Dokud dýchám), Julie Anne San Jose et Kelsey en 2015. D'autre part, Barbra Streisand s'est aussi montrée intéressée par chanson, la chanteuse a déjà appelé Lara Fabian pour savoir si elle pouvait reprendre Broken Vow. La chanson est souvent chantée dans les télé-crochets comme The Voice partout dans le monde. Imaginer (en) enregistrée par Jackie Evancho en 2011, utilise la musique de la chanson Broken Vow avec des paroles en français également écrites par Lara Fabian. Le Finnois Waltteri Torikka (fi) en fait aussi une reprise nommée Lupaus éditée sur Rakkaus en 2016. Waltteri Torikka et Jarkko Ahola sortent l'album Valovoimaiset en 2017 sur lequel est gravé Lupaus = Broken Vow.

## Liste des pistes

### Version de Harrison Craig
| 1. | Broken Vow | 4:07 |

## Classements

### Version de Harrison Craig
| Classement (2013)                   | Meilleure position |
| ----------------------------------- | ------------------ |
| Australie (ARIA)                    | 18                 |
| Australie (ARIA Australian Artists) | 2                  |
| Australie (ARIA Digital Track)      | 15                 |